# Dermatomyositis
Dermatomyositis is een speciale vorm van polymyositis. Polymyositis is een chronische ziekte waarbij meerdere spieren, vooral in de bovenarmen en bovenbenen, ontsteken. Bij dermatomyositis ontstaan naast spierontstekingen ook huidafwijkingen, vooral rondom de ogen en op de knokkels van de handen. Ze kunnen gepaard gaan met pijn en jeuk. De ziekte ontwikkelt zich soms bij gelijktijdige aanwezigheid van een kwaadaardige tumor via een paraneoplastisch proces. De ziekte komt voor bij tussen de 0,5 en 8 mensen op de 100.000. Vrouwen zijn tweemaal vatbaarder dan mannen, bij kinderen zijn meisjes zelfs 5 keer vatbaarder dan jongens.

## Oorzaak
De ontstekingen in de spieren en de huid worden veroorzaakt door een gestoorde afweerreactie. Normaal gesproken zorgt het immuunsysteem er met antistoffen voor dat alles wat niet in het lichaam thuis hoort wordt opgespoord en verwijderd. Bij dermatomyositis echter ziet het afweersysteem bepaalde lichaamseigen stoffen die nodig zijn voor het opbouwen en handhaven van gezonde spieren en een gezonde huid aan voor lichaamsvreemde stoffen, en deze worden zodoende afgebroken door het eigen lichaam. Het is dus een auto-immuunziekte, waarbij het immuunsysteem zich tegen eigen weefsel keert. Hoe deze stoornis in een menselijk lichaam kan ontstaan is niet bekend.

## Verschijnselen
Bij kinderen kunnen de symptomen vrij acuut beginnen, bij volwassenen gebeurt dit over het algemeen geleidelijker. Soms komt de ziekte voor als nevenverschijnsel bij kanker. De symptomen bestaan uit spierzwakte en spierpijn, huiduitslag en gewrichtsklachten. Mensen met dermatomyositis kunnen bijvoorbeeld hun armen niet meer goed heffen of hebben moeite met traplopen. De spierklachten kunnen zelfs zo ernstig zijn, dat iemand in een rolstoel belandt. 
De huidafwijkingen kunnen bestaan uit vlindervormig erytheem (roodheid) op het gezicht, oedeem rond de ogen, lichte zwelling in het gezicht, maar ook op schouders, borst en rug, armen en benen. Geleidelijk maken deze symptomen plaats voor pigmentvlekken en de vorming van bindweefsel. Gewrichtsklachten in de vorm van zwelling en pijn kunnen bij verschillende gewrichten tegelijk voorkomen. Verder zijn er ook algemene verschijnselen zoals dysfagie of slikklachten, vermoeidheid, koorts, gewichtsverlies, hartspierproblemen en longontsteking. Niet alle symptomen komen tegelijkertijd voor.
Zoals net aangehaald, kan dermatomyositis ook leiden tot dysfagie (moeilijkheden met slikken): de anti-collageen antilichamen zorgen dan voor een fibrosering en dysfunctie van het gestreept spierweefsel dat zich vooral in het bovenste derde van de oesophagus (slokdarm) bevindt. Dit leidt tot slokdarmperistaltiekstoornissen (secundaire motiliteitstoornissen) die een vlotte doorgang van voedselbolus naar de maag belemmeren. Deze vorm van dysfagie behoort tot de collagenosen, hiertoe behoren ook andere auto-immuunaandoeningen zoals sclerodermie, lupus erythomatosus disseminatus, ziekte van Raynaud en reumatoïde artritis die dysfagie induceren.

## Besmetting
De huiduitslag bij dermatomyositis is soms erg opvallend en kan bij mensen uit de omgeving van de patiënt tot vragen leiden. De huiduitslag is niet besmettelijk. Hetzelfde geldt voor de spierklachten.

## Behandeling

### Medicatie
Om dermatomyositis in eerste instantie goed onder controle te houden dient het immuunsysteem tijdelijk plat gelegd te worden, zodat de lichaamseigen stoffen niet meer worden afgebroken door het eigen immuunsysteem. Voor dit buitenspel zetten van het immuunsysteem gebruikt men zware ontstekingsremmers. Dit zijn meestal corticosteroïden (zoals prednison). Om de huid nog extra te behandelen gebruikt men soms cortisone-zalf. Voor zowel de prednison als de zalf geldt - indien het ziekteverloop dat toelaat - dat langdurig gebruik ervan voorkomen dient te worden, omdat de bijwerkingen van dit type medicijn na verloop van tijd sterk zijn. Zo verstoort prednison bij kinderen de groei en maakt cortisone-zalf de huid dunner. 

### Lichaamsbeweging
Wanneer de ziekte zich nog in de actieve fase bevindt dienen overmatige fysieke inspanningen vermeden te worden. Rust is dan het belangrijkste. Als de ontsteking echter gaat afnemen wordt lichaamsbeweging juist heel belangrijk, om met name te voorkomen dat gewrichten vast gaan zitten en pezen te kort worden. De fysiotherapeut zal in samenspraak met de behandelend arts en de patiënt zelf naar het meest ideale trainingsprogramma moeten zoeken.

## Prognose
Met een gerapporteerd overlijdensrisico van minder dan 10% is de algemene prognose van dermatomyositis bij kinderen gunstig. De kans op overlijden neemt echter toe bij complicaties van hart, longen of hersenen gedurende de acute fase van de ziekte.

## Bekende personen met dermatomyositis
Acteur Laurence Olivier (1907-1989) leed aan dermatomyositis op 67-jarige leeftijd (1974). Hij overleed bijna aan deze ziekte.